# Macruromys elegans
Macruromys elegans — вид гризунів родини мишевих (Muridae). Зустрічається тільки в Західному Папуа, Індонезія.

## Морфологічна характеристика
Це гризун середнього розміру, довжина голови й тулуба від 153 до 158 мм, довжина хвоста від 206 до 220 мм, довжина лапи від 36 до 37 мм, довжина вуха від 15 до 21 мм. Колір спинних частин темно-коричневий, а черевні частини білі з сірими кінчиками окремих волосків. Лапи довгі й тонкі. Хвіст набагато довший за голову й тулуб, зверху темний, знизу білий.

## Поведінка
Це наземний вид.